# Вожатый (книга)
«Вожатый» — четвёртая книга стихов Михаила Кузмина.
Единственное прижизненное издание было осуществлено издательством «Прометей» в Петрограде в 1918 году. Изначально книга, которая планировалась к изданию после «Глиняных голубков», должна была называться «Гонцы».
Эпиграф к книге:

Случится все, что предназначено,

Вожатый нас ведет.
М. К.

Эпиграф взят из шестого стихотворения цикла «Плод зреет», которым открывается книга.